# Dariusz Rzepka
Dariusz Karol Rzepka (ur. 10 lipca 1963 w Tarnowskich Górach) – polski samorządowiec i nauczyciel, od 2006 do 2014 burmistrz Olkusza.

## Życiorys
Ukończył studia na Katolickim Uniwersytecie Lubelskim (magisterium z teologii uzyskał w 1988). Kształcił się również w Instytucie Nauk Prawnych Polskiej Akademii Nauk. Zawodowo związany z Olkuszem, prowadził własną działalność gospodarczą. Pracował także jako nauczyciel w olkuskich szkołach podstawowych i liceach ogólnokształcących. W 1998 z listy Akcji Wyborczej Solidarność i w 2002 z listy Komitetu Wyborczego Wyborców Porozumienie Obywatelskie uzyskiwał mandat radnego olkuskiej rady miasta, pełnił funkcję przewodniczącego klubów radnych. W 2003 burmistrz Olkusza Andrzej Kallista powołał go na stanowisko wiceburmistrza.
W wyborach w 2006 ubiegał się o urząd burmistrza Olkusza z ramienia Komitetu Wyborczego Wyborców Wspólnota Samorządowa Ziemi Olkuskiej, wygrywając w drugiej turze z Pawłem Piasnym. Cztery lata później z powodzeniem ubiegał się o reelekcję, kandydując z rekomendacji Platformy Obywatelskiej (nie będąc jednak członkiem tego ugrupowania). W drugiej turze pokonał Jacka Osucha. W wyborach w 2014 przegrał w pierwszej turze z trzecim wynikiem wśród ośmiu kandydatów. Uzyskał natomiast mandat radnego powiatu olkuskiego, a następnie został powołany na stanowisko wiceprzewodniczącego rady. W 2019 objął funkcję dyrektora Publicznej Szkoły Podstawowej im. Juliusza Słowackiego w Witeradowie.
Odznaczony Brązową (2009) i Srebrną (2014) Odznaką Zasłużony dla Ochrony Przeciwpożarowej. Jest żonaty, ma dwóch synów.